# A Breed Apart
A Breed Apart is een Amerikaanse actiefilm uit 1984 van regisseur Philippe Mora met Rutger Hauer en Kathleen Turner.

## Verhaal
Bergbeklimmer Mike Walker krijgt door rijke verzamelaar J.P. Whittier een grote som geld aangeboden als hij een ei van een zeldzaam soort adelaar steelt. Het nest bevindt zich op het eiland van de wereldvreemde Jim Malden. Via Stella Clayton, winkelier in visspullen en de enige vriend van Malden, komt de rover toch op het eiland terecht. Het komt tot een harde confrontatie tussen de twee mannen.

## Rolbezetting
| Acteur           | Personage      |
| ---------------- | -------------- |
| Rutger Hauer     | Jim Malden     |
| Kathleen Turner  | Stella Clayton |
| Powers Boothe    | Mike Walker    |
| Donald Pleasence | J.P. Whittier  |
| Brion James      | Hughie Peyton  |